# Мощі

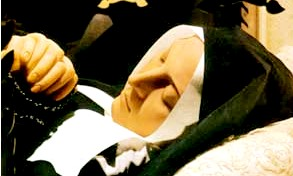
св. Бернадетта Субіру із восковою маскою на обличчі та аналогічним покриттям шаром воску на руках.

Мо́щі (дав.-гр. λείψανα, лат. reliquiae) — останки святих Православної та Католицької церкви. Останки можуть бути у вигляді окремих збережених частин мертвого тіла: кісток, черепів, волосся, нігтів і т. ін. або цілого муміфікованого трупа, який називають в церковній традиції нетлінним тілом або нетлінними мощами.

## Мощі у християнській традиції
Правило 83 (94) Карфагенського Собору наказує: звершувати пам'ять мучеників, там де є мощі чи місця їхнього страждання.
До X століття в Церкві формально дотримувалися засудженню практики розчленування тіл святих, але надалі процес розділення останків набув розповсюдження, через переконання, що навіть у частках тіл святих чи їх одежі присутні чудодійні властивості. Спочатку вважалося, що в храмі достатньо наявності мощей одного святого, але згодом, задля збільшення престижу та кількості паломників, церковними інституціями почалося масове накопичення та поширення численних реліквій.
У 1472 в Москві з нагоди перебудови Успенського собору відкривали труни митрополитів. При цьому, за свідченням Другого Софійського літопису, виявилося, що Йону цілого знайшли, Фотія ж єдині ноги тільки в тілі, а у Кіпріяна все зотліло «єдині мощі» тільки залишились — тобто кістки. В грамоті Новгородського митрополита Питирима  від 1667 р. читаємо про мощі Ніла Столбенського: «гріб і тіло його святе землі піддано, а мощі святі його цілі всі».
Між тим, за афонською традицією, якщо тіло померлого не зотліває та на кістках залишається плоть, тоді вважають, що душа покійника недостатньо очистилася від гріхів. Окрім того, існує уявлення, що коли тіло мерця не розкладається, то це ознака вурдалаки чи упиря. Тому щоб пересвідчитися, що поховане тіло зітліло, після декількох років небіжчика викопують із могили і якщо від нього залишилися кістки, їх обмивають водою та вином і перезахоронюють; вода ж з цього ритуалу потім вважається цілющою. Через цей звичай, виник вислів «перемивати кісточки».

## Святі отці про мощі

### Схвалення
Іван Золотоустий: «Не тільки тіла, а й самі гробниці святих сповнені благодаті. Бо якщо під час Єлисея відбувалося щось подібне, і мертвий через дотик до гробу його звільнився від уз смерті і повернувся до життя, тим більше тепер, коли благодать рясніша і дії Святого Духа плідніші … Бог залишив нам мощі святих, бажаючи як би рукою привести нас до тієї ревности, яка була в них і, давши нам деяку пристань, надійну масть, що лікує зло, яке звідусіль нас оточує».
Єфрем Сирин: «І по смерті діють вони (мученики) як живі. Зцілюють хворих, виганяють бісів і силою Господа відбивають всякий лукавий їх вплив мучительного панування. Бо святим мощам завжди притаманна чудодійна благодать Святого Духа».

### Опозиція
Стовпи Церкви IV віку Антоній Великий та Афанасій Великий строго засуджували поклоніння мощам як прояв язичництва, наказавши поховати останки мучеників в храмах із забороною їм поклонятися.

## Випадки нетління
Питання про причини нетлінності мощів святих стало об'єктом заочної полеміки у 17—18 столітті. Католицькі та лютеранські вчені, такі як Йоганн Гербіній, Даніель Зеннерт, Джон Августин Зам пояснювали нетлінність мощів природно науковими причинами (температурою, вологістю повітря, і т. ін.). Проте, перший член Синоду Феофан Прокопович пояснював нетлінність мощів у київських печерах божественною надприродною силою. Феофан написав апологетичний твір за цією темою латинською мовою «Apologia sacrarum reliquarum patrum nostrorum, qui post suum obitum in Cryptis nostris Kioviensibus quieverunt Lypsanorum». Думка Феофана була офіційно підтримана Синодом в Російській імперії й надалі його книга була перекладена російською мовою під назвою «Разсуждение о нетлении мощей святых угодников Божиих, в киевских пещерах, нетленно почивающих». Крім того, нетлінність мощів у київських печерах пояснювалася божественною силою Києво-Печерського патерику. Президент Синоду Православної російської церкви Стефан Яворський у своїй книзі «Камінь віри» писав про те, що мощі святих нетлінні не завдяки сприятливому місцерозташуванню і повітрю, а завдяки тому, що Бог їх береже у такому стані. Нетлінність мощів пояснювалася надприродною силою також дореволюційними богословами, зокрема Макарієм Булгаковим тощо. До 1917 року словники та енциклопедії в Російській імперії визначали мощі, як нетлінні тіла святих.
Радянська влада, при проведенні антирелігійної політики, вміло скористалася панівною думкою про мощі, як про нетлінні тіла, оскільки більшість мощів зберігалися в закритих ковчегах. Згодом після революції, в 1918—1920 роках у 14 губерніях було проведено 63 розкриття ковчегів з мощами. Такі дії намагалися здійснювати при великому скупченні народу, із фотографуванням і фільмуванням, з запрошенням газетярів, мистецтвознавців, патологоанатомів. Далі фахівці й представники влади складали офіційні документи — акти розтину мощів, які потім тиражувалися через газети та антирелігійні брошури. Замість нетлінних тіл дуже часто в раках знаходили невеликі фрагменти кісток (часом напівзотлілі), а разом з ними «черепки, ганчірки й опудала, набиті папером».
Георгій Федотов у своїй книзі «Святые древней Руси» 1931 року вказує, що зустрічаються нетлінні або муміфіковані тіла несвятих: «Відомі не надто рідкісні випадки природного нетління, тобто муміфікації тіл, що нічого спільного зі святими не мають: масова муміфікація на деяких кладовищах Сибіру, Кавказу, у Франції — в Бордо, Тулузі і т. д.» Тут же він пояснює причину тяжкого потрясіння для людей, внаслідок розтину мощів більшовиками у 1919—1920 роках. Вираз «нетлінних мощей» неправильно розуміли до революції. «Нетлінні мощі» це «нетлінні кістки».

## Освячення води мощами
У Великому Потребнику поміщений «Чин омити мощі святих, або хрест мочити», зміст його такий: на стіл священик кладе мощі, хрест і посудину з водою; після прочитання спеціальних молитов, водою омиваються мощі, в цю ж воду занурюється хрест; а потім воду, якою омили мощі і в яку опускали хрест, роздають віруючим, щоб вони нею окро́плювалися і пили. Дане священнодійство є освяченням води за допомогою мощів і хреста.

Мандрівник і вчений Адам Олеаріус, у своїй книзі «Опис подорожі Голштинського посольства в Московію і Персію», перебуваючи у Московській державі в першій половині XVII століття, розповів про спосіб застосування останків святих з медичною метою, як ліків: 

Російський історик церкви, професор М. Ф. Каптерєв (1847—1917), висловлюючись з приводу описів про Московію від Адама Олеаріуса та Антоніо Поссевіно, написав таке: 

Існує також письмове свідоцтво архідиякона Павла Алеппського, який, відвідавши Москву в середині XVII століття, брав участь в обряді «чину омивання мощей». Перераховуючи різні реліквії Благовіщенського собору Московського кремля, він описав ціловану псову голову святого Христофора: 

## Критика

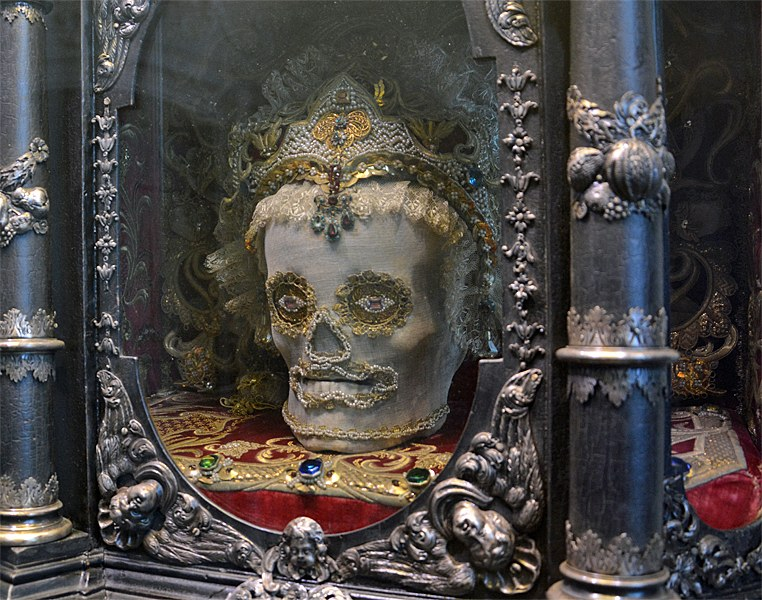
св. Вікторія Римська

Особливо критикують поклоніння мощам протестанти. Критики культу мощей стверджують, що в Біблії не говориться про зцілення живих людей через торкання до останків праху праведників, а чудо описане з мертвими кістками Єлисея сталося від дотику з мерцем (2 Цар. 13:21). Після такого єдиного випадку, у Священному Писанні немає повчань людям навмисно повторювати що-небудь подібне з тілами спочилих праведників (2 Цар. 23:18) та тим більш їх розчленування для використання як релігійного фетишу. Шанування праху померлих, як у Старому Заповіті (1 Сам. 25:1; 1 Цар. 13:31), так і у Новому Заповіті (Мт. 14:12; Дії 8:2), виконувалося з обов'язковим похованням в землю (1 М. 3:19; Екл. 12:7).
Явище нетлінності останків релігійних діячів і їх подальше вшанування фіксується також в інших, не пов'язаних з християнством релігійних традиціях — зокрема в індуїзмі та буддизмі — що дозволяє припустити наявність раціональних причин цього явища. Існує багато наукових гіпотез з цього приводу.
Наукою встановлено, що при особливих умовах (сухе повітря, низька температура і т. ін.), в яких не розвиваються гнильні бактерії, останки померлих можуть залишатися нетлінними довгий час. Наприклад, за свідченням археолога і музейника Надії Лінки, у 1931—1933 роках неодноразово проводили мікробіологичний аналіз муміфікованих трупів Ближніх і Дальніх печер Києво-Печерської лаври. Тоді було встановлено причини муміфікації: а) печери висічені у пісковику, який поглинає вологу; б) температура у печерах була сталою, не більше +8 °C; в) мінімальний доступ повітря у час, коли у печерах проводили захоронення (до 17 століття).

Відомо чимало випадків природної муміфікації трупів. Церква це видає за диво: свідоцтво того, що Бог зберігає тіла осіб, які йому догодили. Атеїсти схильні вважати, що церковники вдавались і до фальсифікацій, видаючи за нетлінні мощі давно зігнилі останки деяких святих, марно приховуючи їх від очей вірян.

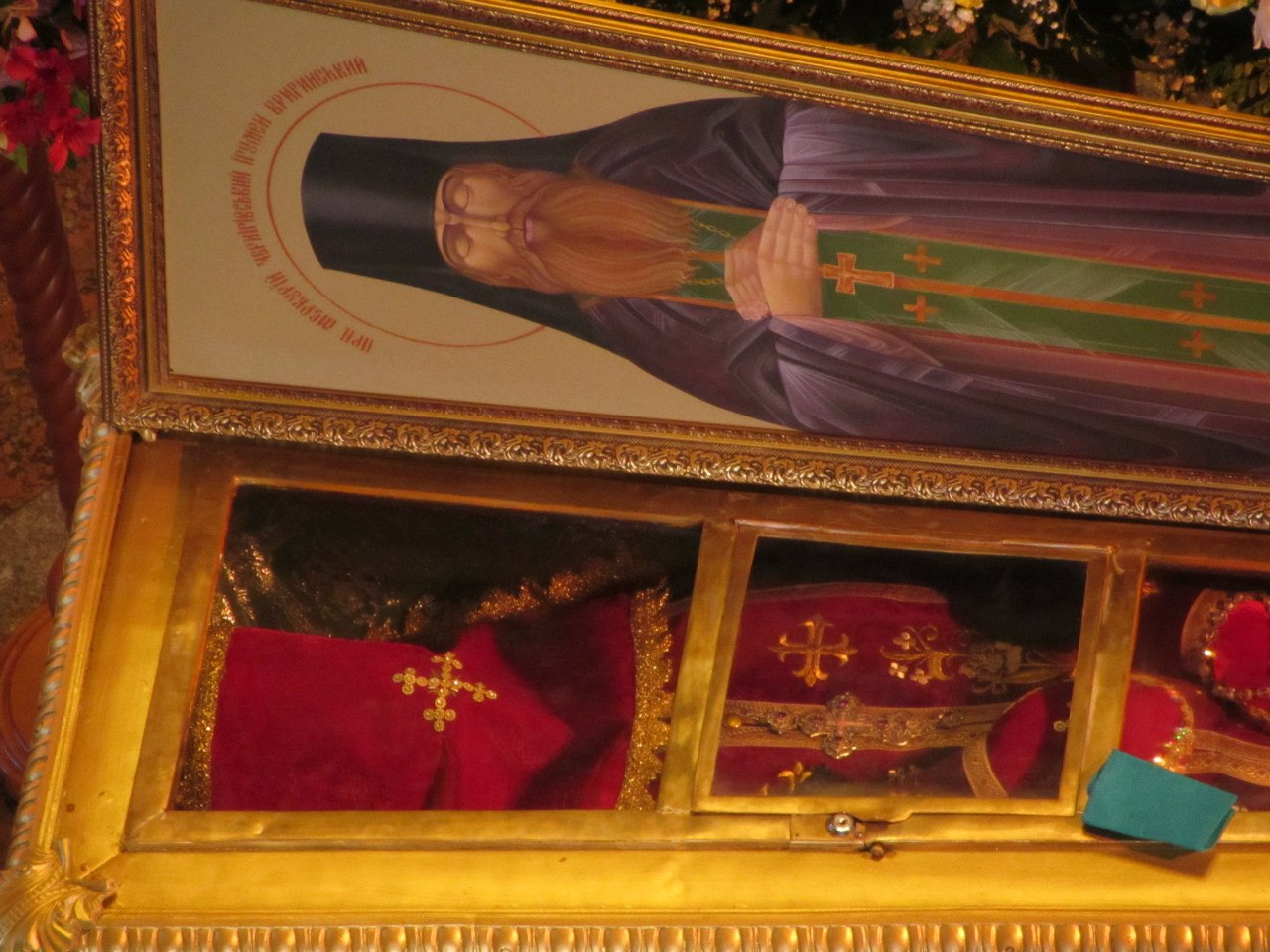
Мощі Преподобного Меркурія Бригинського
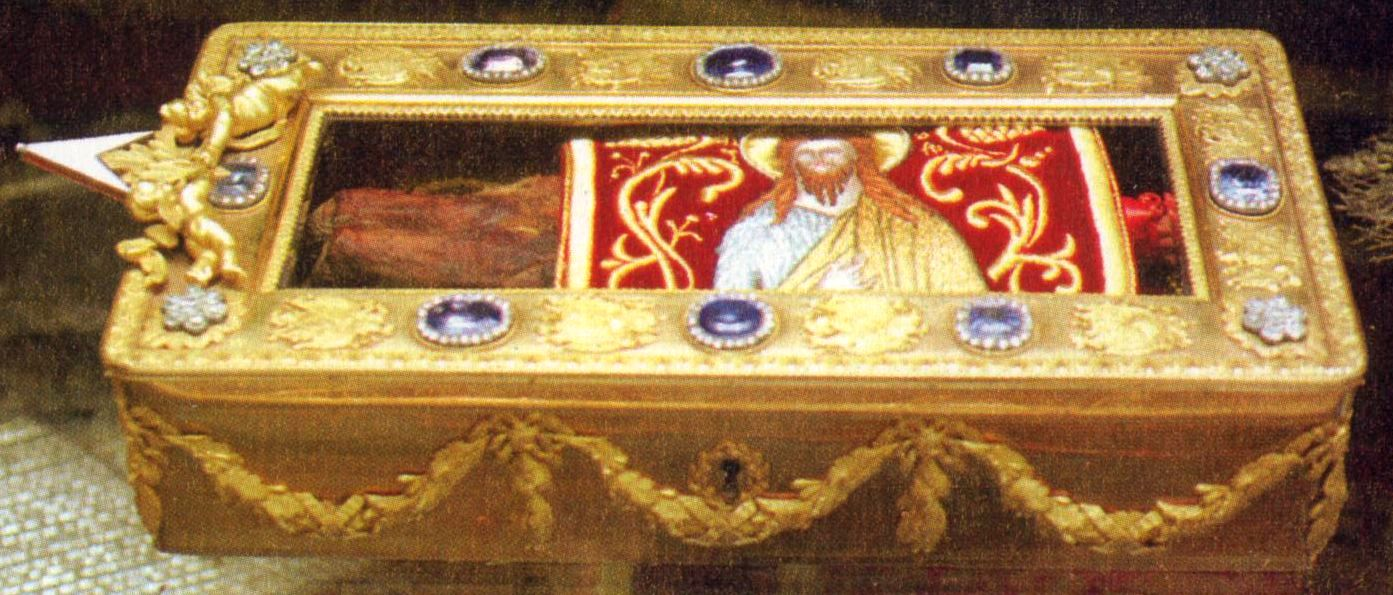
Мощі святого Івана Хрестителя
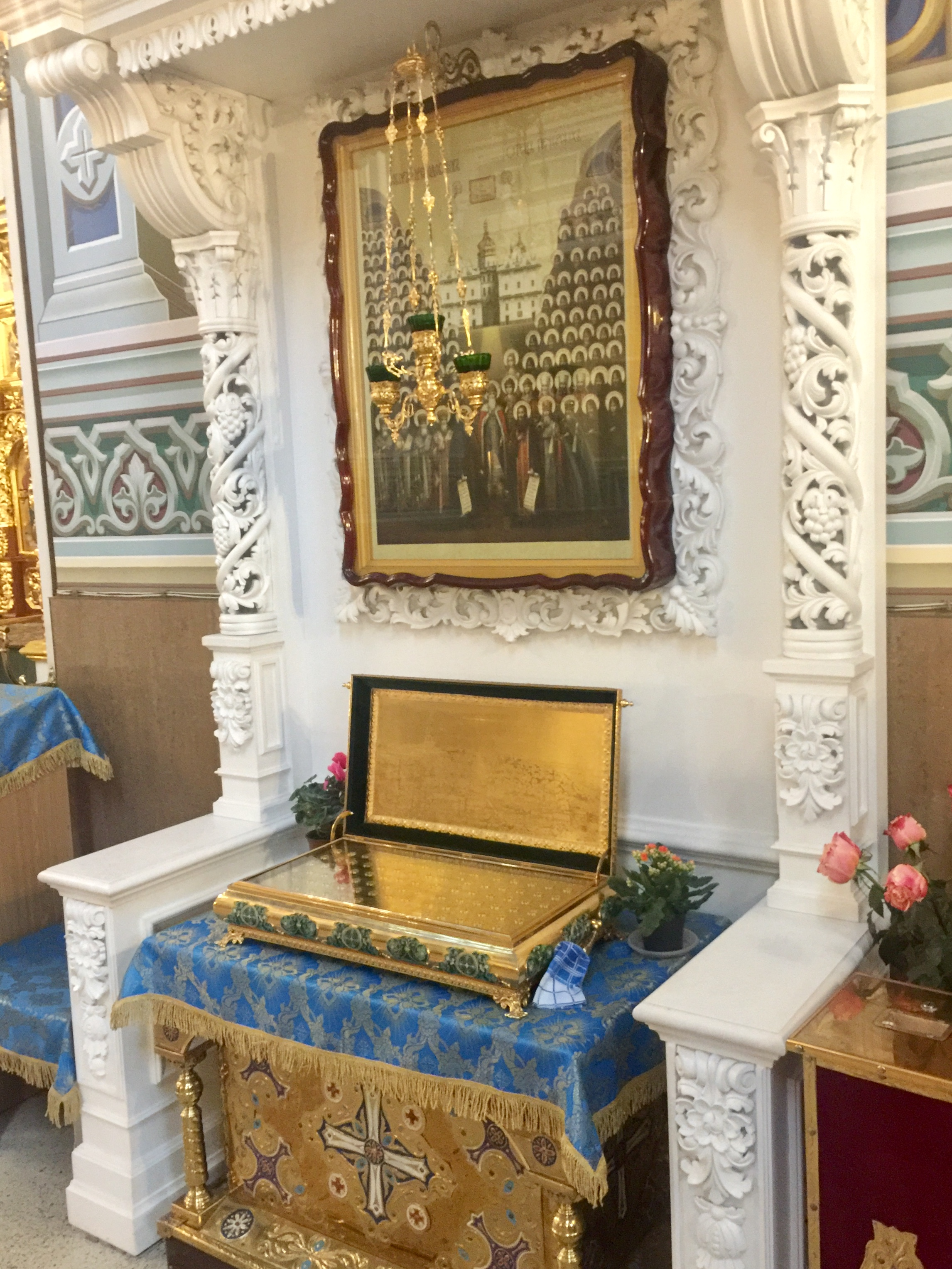
Мощі Києво-Печерських святих на Троєщині.
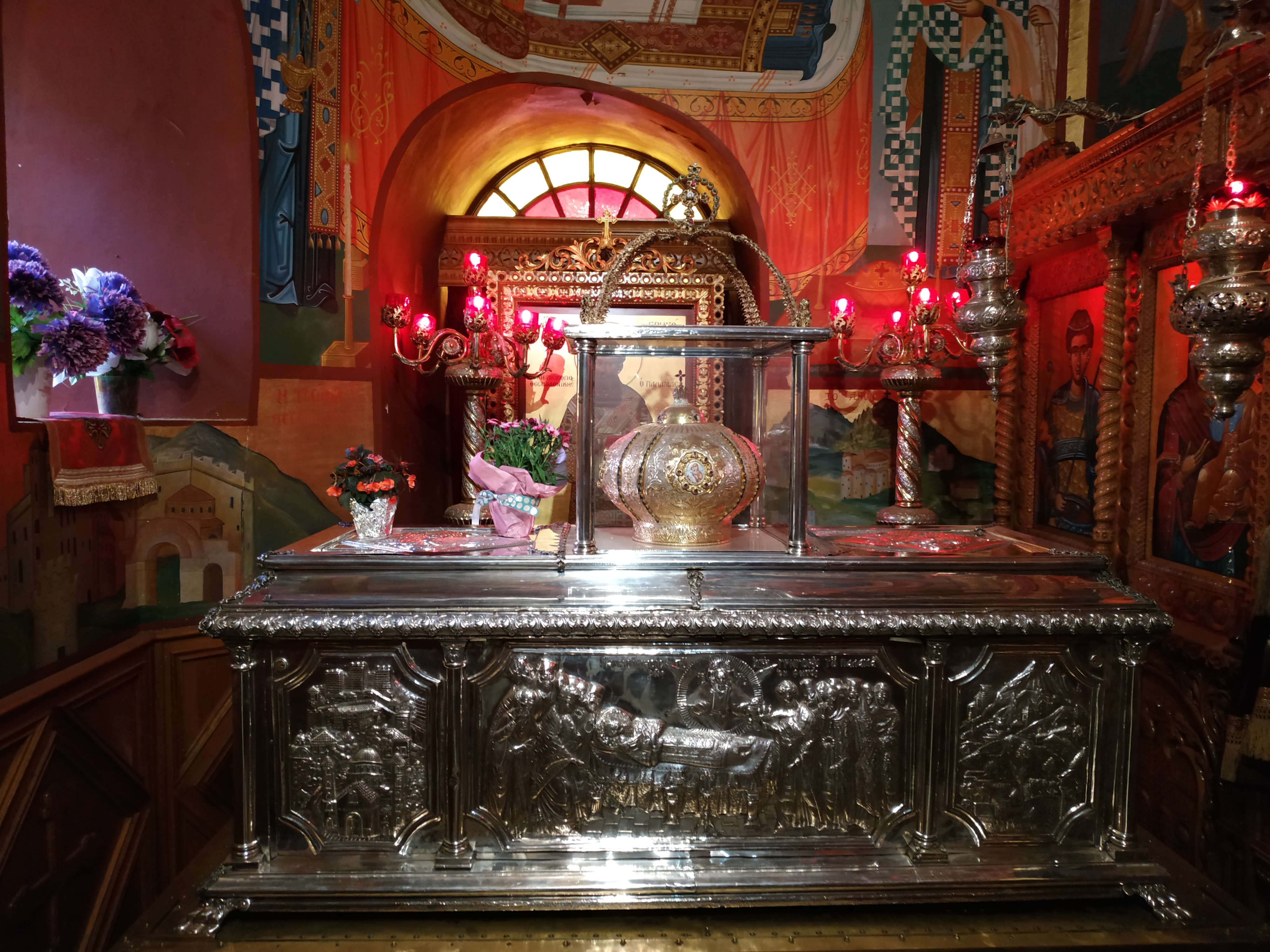
Рака з мощами св. Григорія Палами
Рака для мощів печерських угодників